# 2-羟基雌三醇
2-羟基雌三醇（英語：2-Hydroxyestriol）是一种内源性的儿茶酚雌激素和雌三醇的代謝產物，被认为是第二类致癌物質。